# Rhododendron jinpingense
Rhododendron jinpingense là một loài thực vật có hoa trong họ Thạch nam. Loài này được W.P. Fang & M.Y. He miêu tả khoa học đầu tiên năm 1982.